# Gut Neuhaus

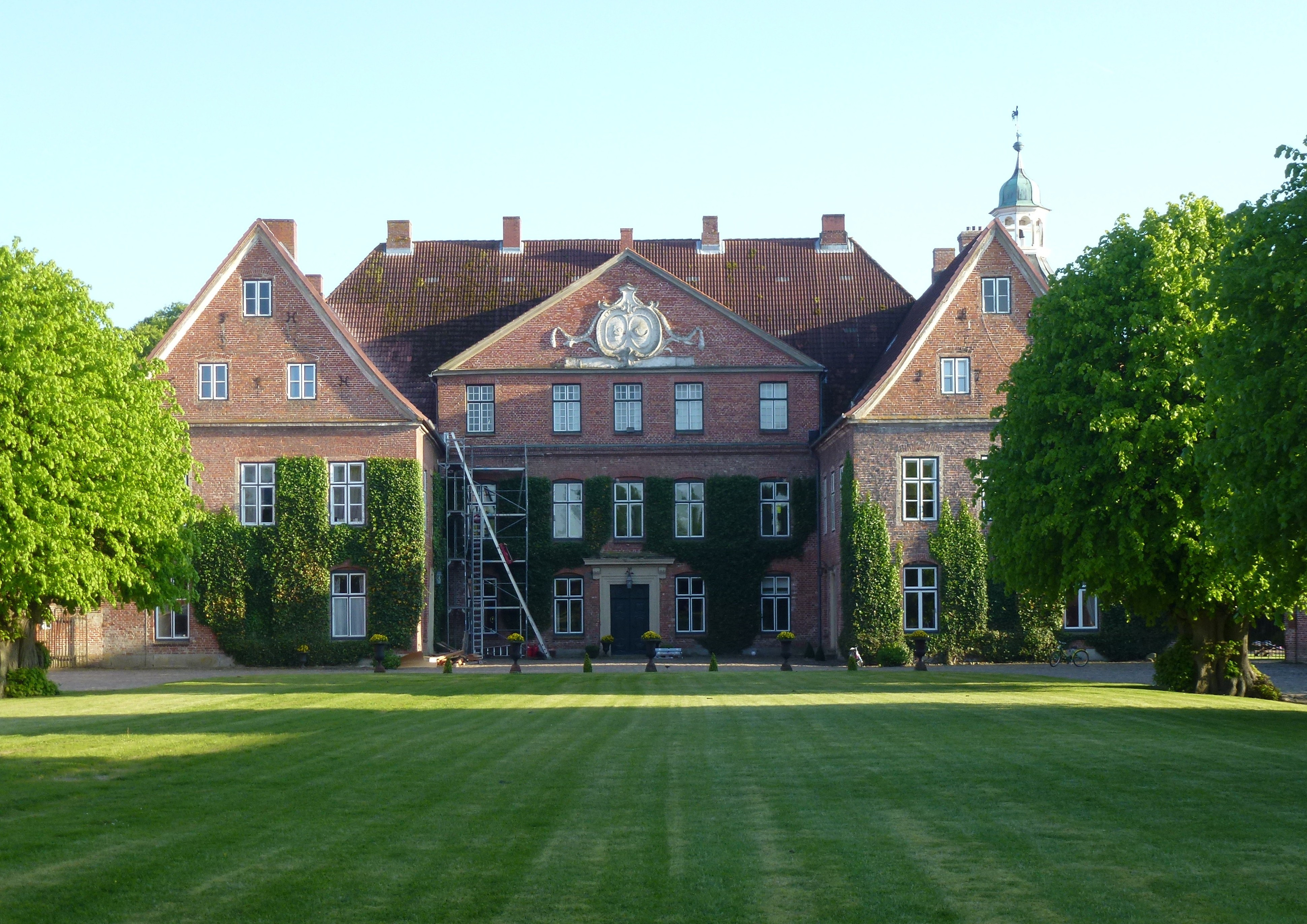
Gut Neuhaus 2014

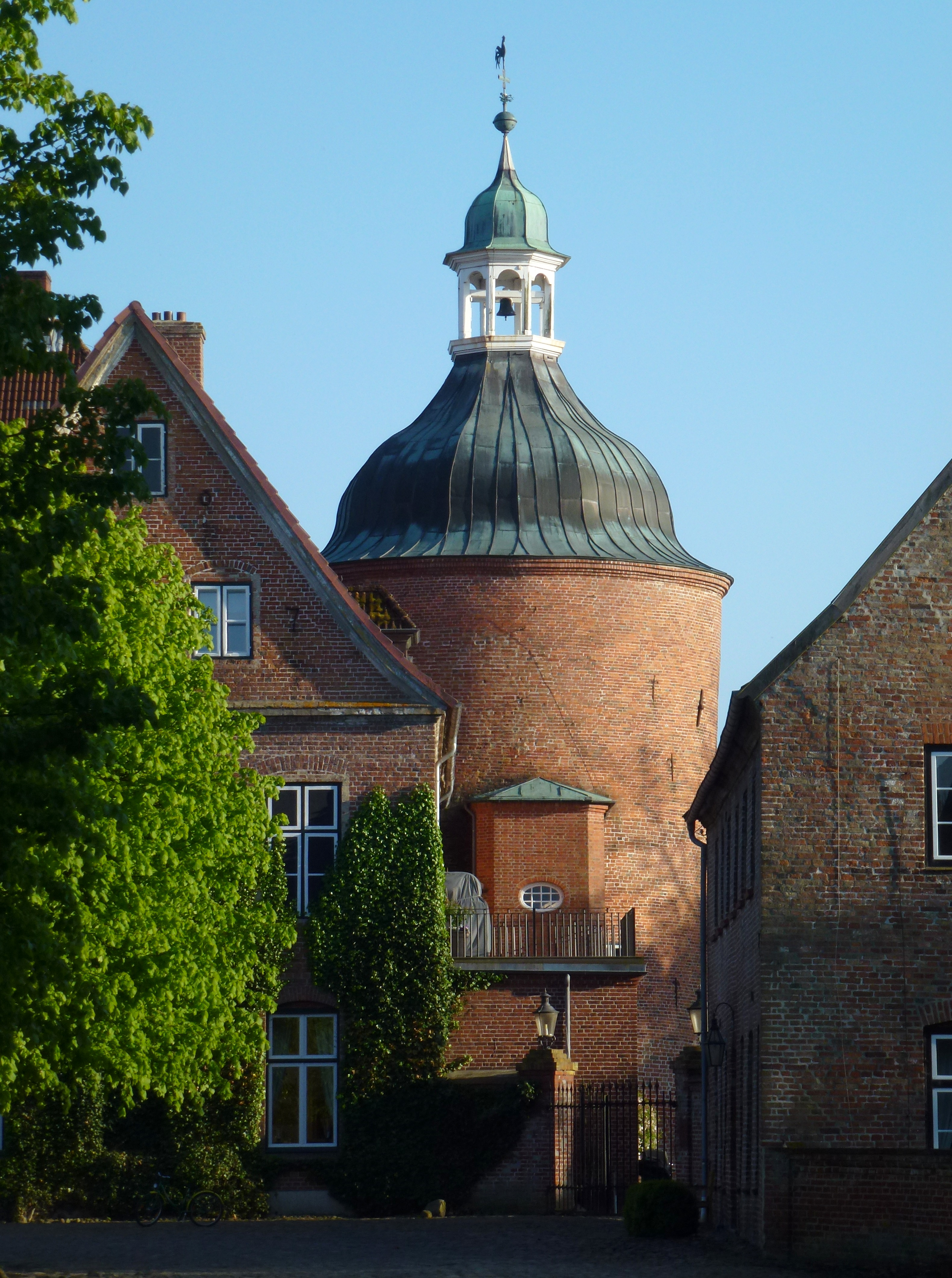
Gut Neuhaus, Turm

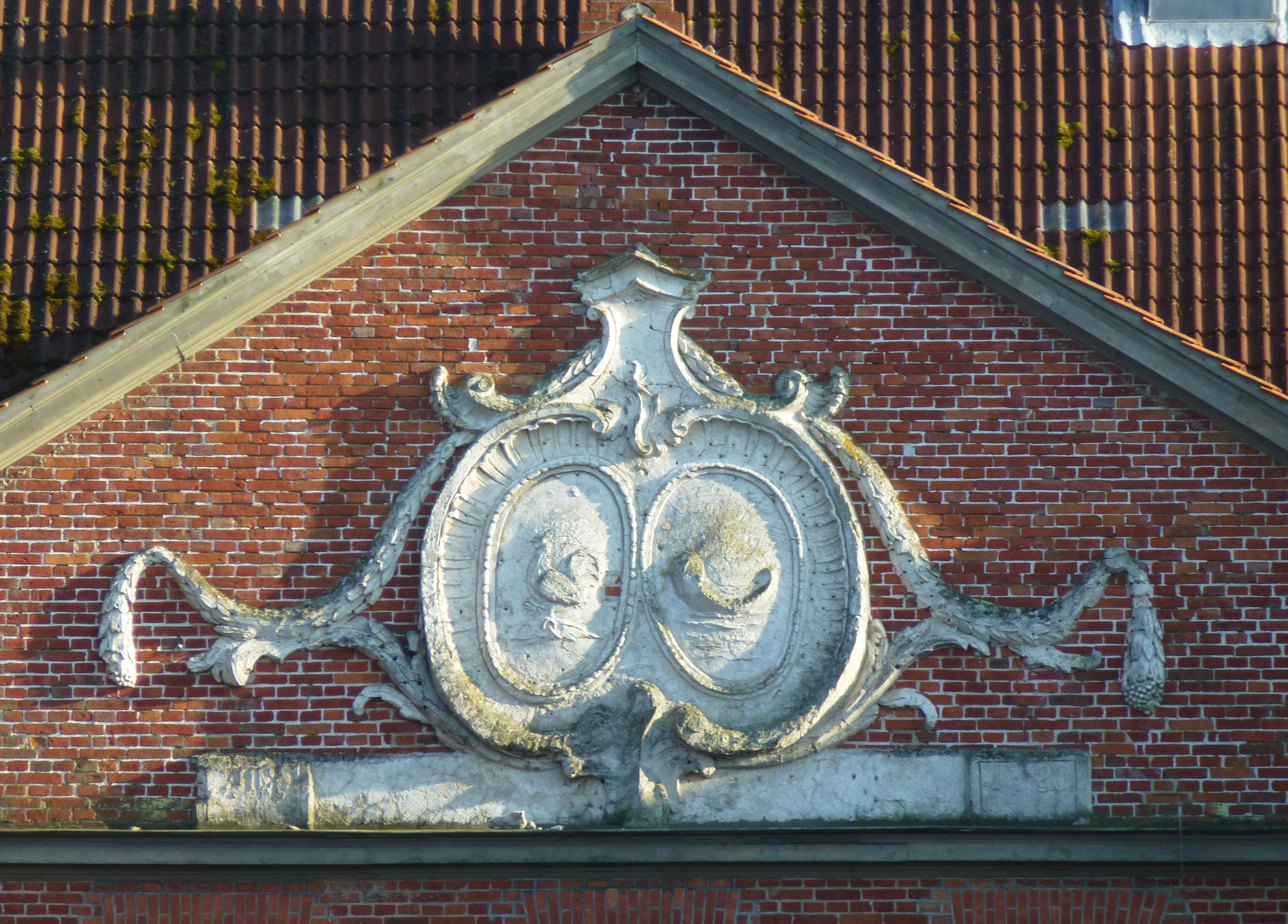
Gut Neuhaus, Allianzwappen Hahn/Brockdorff

Das Gut Neuhaus war ein Adliges Gut in Giekau in Schleswig-Holstein. Das Gut geht auf Reste eines mittelalterlichen Rittersitzes zurück, der von den Herren von Giekau errichtet worden war. Die heutige Anlage wurde vermutlich von den Rantzaus erbaut, in deren Zeit zumindest der Kern des jetzigen Gutshauses entstand. 1732 ging das Gut nach mehreren Besitzerwechseln in das Eigentum der Grafen von Hahn über. Die Gutsgebäude stehen unter Denkmalschutz.

## Geschichte

### Edelsitz Lanken und Neuhaus der Familie Rantzau
Ursprünglich war das am Selenter See gelegene Gut ein Rittersitz der Ritter von Giekau (Ghikow). Dieser „Edelsitz Lanken“ befand sich spätestens Mitte des 15. Jahrhunderts im Lehnsbesitz der Familie Rantzau. Reste einer Turmhügelburg und einer Wasserburg haben sich erhalten.
Im Jahr 1485 starb der damalige Besitzer Hans Rantzau kinderlos und hinterließ Lanken, zu dem neun Dörfer mit etwa siebzig Bauernstellen gehörten, seiner Witwe Catharina als Leibgeding. Von ihr übernahm es der gleichnamige Neffe ihres Mannes, Hans Rantzau (1452–1522), Amtmann zu Schwabstedt. Die Witwe behielt lebenslang Nießbrauch an dem Gut, während Hans Rantzau seine Miterben, seine Brüder und die Söhne eines weiteren Onkels, auszahlte. Dagegen klagten zwei Söhne eines Halbbruders des Verstorbenen, die sich vom Erbe ausgeschlossen sahen, vor dem Landtag in Rendsburg und appellierten 1499 sogar an das Reichskammergericht. Beide Kläger fielen 1500 in der Schlacht bei Hemmingstedt, weshalb die Sache 1507 im Sande verlief, bevor es zu einem eigentlichen Prozess gekommen war. Hans Rantzau blieb unangefochten im Besitz von Lanken.
Wohl um 1500 ließ Hans Rantzau wenige hundert Meter von der alten Burg entfernt einen neuen Herrensitz errichten. Das alte Gebäude, Lanken, ist zuletzt 1503 als Wohnsitz der Tante erwähnt, weshalb der Neubau den Namen Nigenhuß, Neuhaus, erhielt. Die Abbildung auf der 1587 angefertigten Rantzau-Tafel zeigt die Arx Nienhusia als ein von einem Wassergraben und einem Wall umgebenes zweigeschossiges Gebäude mit Stufengiebeln. Der dreigeschossige, runde Wohnturm, der zu dieser Zeit bereits bestand und zu einem nicht genauer bekannten Zeitpunkt im 16. oder 17. Jahrhundert mit dem zweigeschossigen Steinhaus verbunden wurde, besaß damals noch nicht die hohe Haube und ist deshalb hinter dem Hauptgebäude nicht zu erkennen. 
Hans Rantzau hatte sieben Söhne, die wichtige Posten in den Herzogtümern Schleswig und Holstein besetzten, darunter den Landmarschall Melchior Rantzau, den Bischof Balthasar Rantzau und den königlichen Statthalter der Herzogtümer Breide Rantzau († 1562). Als ältester Sohn erbte Melchior Rantzau 1522 das Gut. Dieser war in der Grafenfehde der Hauptgegner des Lübecker Bürgermeisters Jürgen Wullenwever, weshalb dessen Feldherr Marx Meyer das befestigte Gutshaus 1534 belagerte, jedoch nicht einnehmen konnte. Nach Melchiors frühen Tod fiel der Besitz 1539 an einen jüngeren Bruder, den herzoglichen Rat und Amtmann von Hadersleben Sievert Rantzau († 1576). Auch dieser starb kinderlos, so dass das Gut an seinen Neffen Hans Rantzau überging. Unter dessen Nachkommen blieb es bis 1715. Als Besitzer des Guts hatten sie das Kirchenpatronat der Giekauer Kirche inne, für die Caspar Rantzau 1591 die Kanzel stiftete. Erhalten geblieben sind zudem die Patronatsloge sowie die Grabsteine für Sievert Rantzau († 1576) und für den 1589 verstorbenen Daniel Rantzau.

### Familien Brockdorff und Hahn
Am 30. Januar 1715 verkaufte Kay von Rantzau das stark verschuldete Gut für 150.000 Taler an seine Schwester Dorothea († 1738), die mit dem Landrat Dethlev von Brockdorff verheiratet war. Am 1. Mai 1737 verkaufte das Ehepaar das Gut an ihren Schwiegersohn Friedrich von Hahn († 1772), den Ehemann ihrer Tochter Christine Magdalena von Brockdorff. Dieser ließ um 1739 das vorhandene Haus erweitern und umgestalten sowie den Wirtschaftshof und die Kavaliershäuser errichten.
Nach dem Tod seines Vaters erbte dessen jüngster Sohn Friedrich von Hahn das Gut. Dieser ließ die Repräsentationsräume im Mittelflügel in den 1780er Jahren im Stil des Klassizismus einrichten, hielt sich jedoch nur selten auf Neuhaus auf, nachdem er seinen Wohnsitz nach Schloss Remplin verlegt hatte. Nach seinem Tod 1805 wurde der etwa sechzig Güter umfassende Familienbesitz zwischen den beiden Söhne aufgeteilt. Gut Neuhaus gelangte in den Besitz des jüngeren Sohnes, des sogenannten „Theatergrafen“ Karl von Hahn. Dessen Theaterbesessenheit führte dazu, dass er 1808 unter Kuratel gestellt wurde und im großen Hahn’schen Güterkonkurs 1816 der größte Teil des Familienvermögens verloren ging. Gut Neuhaus blieb als Zentrum des Majorats Neuhaus jedoch im Familienbesitz. 
Am 17. Januar 1839 wurde der Sohn des Theatergrafen, der dänische Hofjägermeister Ferdinand von Hahn, Besitzer des Gutes. Ferdinand ließ 1856 das Torhaus und Anfang 1858, nachdem er zum Katholizismus konvertierte, durch Joseph Eduard Mose die mittelalterliche Kapelle im oberen Geschoss des Rundturms für katholische Privatgottesdienste neugotisch ausbauen. Die Kapelle „Virgo fidelis“ wurde am 14. September 1858 geweiht und mit einem Hausgeistlichen besetzt. Das Gut gehört bis heute der Familie Hahn.

## Umfang
Bis zum Ersten Weltkrieg umfasste das Gut die Dörfer Giekau, Dransau, Engelau, Emkendorf, Köhn und Pülsen sowie die Meierhöfe Gottesgabe, Köhn, Mühlen, Warderhof und Morrehm. Es war damit eines der größten Güter im Herzogtum Holstein und zudem Sitz eines Patrimonialgerichts, bis mit dem Übergang an Preußen 1867 die Patrimonialgerichtsbarkeit endete.

## Gebäude
Zehn zum Gutshof gehörende Gebäude stehen unter Denkmalschutz.
Das zweigeschossige Herrenhaus hat drei Flügel und entstand um das Jahr 1737 durch Umbau und Erweiterung der älteren Gebäude aus der Zeit um 1500. Der spätmittelalterliche Rundturm erhielt eine barocke Haube mit Laterne. Im Inneren haben sich mittelalterliche und frühneuzeitliche Gewölbe erhalten. Eingangshalle und Festsaal im Mittelbau sind klassizistisch  gestaltet und mit Gemälden des Historienmalers Bernhard Rode ausgestattet.
Das Torhaus stammt aus dem Jahr 1854. Der Ziegelsteinbau mit reicher Zier im Stil der Neugotik. Nach außen schließt das siebenachsige, lang gestreckte Torhaus das Gut mit seinem Wirtschaftshof von 1747 ab. Daneben sind noch das westliche und das östliche Kavalierhaus von 1752/54, Werkstatt-Gebäude, Gefängnis/Garage/Inspektorenwohnung, der Kutschstall, der sogenannte Kutschstall und Einfassungsmauern und Gittertore sowie das Feldsteinpflaster im Hof geschützt.